# Europameisterschaften im Modernen Fünfkampf 1999
Die Europameisterschaften im Modernen Fünfkampf 1999 wurden bei den Herren in Drzonków, Polen, sowie bei den Damen in Tampere, Finnland, ausgetragen. Es war das letzte Jahr, in dem Herren und Damen die Kontinentalmeister in zwei verschiedenen Veranstaltungen ermittelten.
Die deutsche Mannschaft gewann in der Damenstaffel mit Bronze ihre einzige Medaille bei diesen Meisterschaften.

## Herren

### Einzel
| Platz | Land     | Sportler       |
| ----- | -------- | -------------- |
| 1     | Ungarn   | Péter Sárfalvi |
| 2     | Ungarn   | Ákos Hanzély   |
| 3     | Russland | Alexei Turkin  |

### Mannschaft
| Platz | Land       | Sportler                                           |
| ----- | ---------- | -------------------------------------------------- |
| 1     | Ungarn     | Ákos Hanzély Gábor Balogh Péter Sárfalvi           |
| 2     | Frankreich | Sébastien Deleigne Olivier Ibanès Olivier Clergeau |
| 3     | Belarus    | Pawal Douhal Andrej Smirnow Aleksandr Bysov        |

### Staffel
| Platz | Land     | Sportler                                           |
| ----- | -------- | -------------------------------------------------- |
| 1     | Ungarn   | Ákos Hanzély Gábor Balogh Péter Sárfalvi           |
| 2     | Ukraine  | Vitaliy Budovskiy Georgii Tchimeris Vadim Tkatshuk |
| 3     | Russland | Waleri Saikin Rustem Sabirchusin Alexei Sawikow    |

## Damen

### Einzel
| Platz | Land     | Sportlerin        |
| ----- | -------- | ----------------- |
| 1     | Belarus  | Schanna Schubenok |
| 2     | Schweden | Jeanette Malm     |
| 3     | Italien  | Federica Foghetti |

### Mannschaft
| Platz | Land                   | Sportlerinnen                                        |
| ----- | ---------------------- | ---------------------------------------------------- |
| 1     | Russland               | Jelisaweta Suworowa Tatjana Muratowa Marina Kolonina |
| 2     | Vereinigtes Königreich | Kate Allenby Stephanie Cook Sian Lewis               |
| 3     | Polen                  | Paulina Boenisz Anna Sulima Dorota Idzi              |

### Staffel
| Platz | Land        | Sportlerinnen                                    |
| ----- | ----------- | ------------------------------------------------ |
| 1     | Polen       | Paulina Boenisz Anna Sulima Dorota Idzi          |
| 2     | Italien     | Emanuela Gabella Claudia Cerutti Fabiana Fares   |
| 3     | Deutschland | Kim Raisner Thora Meyer-Efland Sandra Schlüricke |

## Medaillenspiegel
| Platz | Land                   | Goldmedaille | Silbermedaille | Bronzemedaille |
| 1     | Ungarn                 | 3            | 1              | –              |
| 2     | Russland               | 1            | –              | 2              |
| 3     | Polen                  | 1            | –              | 1              |
| 3     | Belarus                | 1            | –              | 1              |
| 5     | Italien                | –            | 1              | 1              |
| 7     | Frankreich             | –            | 1              | –              |
| 7     | Schweden               | –            | 1              | –              |
| 7     | Ukraine                | –            | 1              | –              |
| 7     | Vereinigtes Königreich | –            | 1              | –              |
| 11    | Deutschland            | –            | –              | 1              |